# François Gravin
François Gravin, né le 19 octobre 1845 à Albertville (Savoie) et mort le 16 juin 1921 à Meyzieu (Isère), est un homme politique français.

## Biographie
Industriel dans la minoterie à Albertville, il est conseiller municipal en 1878, adjoint en 1882 et maire en 1884. La même année, il est conseiller général. Il est sénateur de la Savoie de 1891 à 1920, inscrit au groupe de la Gauche républicaine et secrétaire du Sénat en 1910 et 1911.

## Sources
- « François Gravin », dans le Dictionnaire des parlementaires français (1889-1940), sous la direction de Jean Jolly, PUF, 1960 [détail de l’édition]